# Aserca Airlines
Aserca Airlines – wenezuelska linia lotnicza z siedzibą w Valencii.